# 朝日町立図書館
朝日町立図書館（あさひちょうりつとしょかん）は、山形県西村山郡朝日町にある公共図書館である。

## サービス
貸出サービスは、利用カードをもっている人を対象に行なっている。利用者カードは、朝日町に在住している者、又は朝日町に通勤・通学をしている者に交付される。貸出点数は、図書だと一度に5冊までで日数は14日間、雑誌も同じく5冊までだが日数は7日間となっている。ビデオの貸出は2点までで、図書と一緒に借りる場合はビデオ2点の場合図書は3点までとなる。返却はカウンターで行っている。
開館時間
- 平日・土曜
  - 午前9時 - 午後7時
    - 冬期間(12月 - 2月)の土曜日は午後5時閉館
- 日曜
  - 午前9時 - 午後5時
- 月曜開館日
  - 午前9時 - 午後5時

休館日
- 毎週月曜日（国民の祝日の場合を開館）
- 年末年始（12月29日 - 1月3日)
- 特別整理日

## 所在地
山形県西村山郡朝日町大字宮宿2265番地